# Donizetti Tavares
Donizetti Tavares (ur. 3 stycznia 1882 w Cássi, zm. 16 czerwca 1961 w Tambaú) – brazylijski ksiądz katolicki, błogosławiony Kościoła katolickiego.
Pochodził z ubogiej rodziny. W 1900 roku zaczął studiować prawo, a 3 lata później wstąpił do seminarium duchownego. 12 lipca 1908 roku przyjął święcenia kapłańskie, a kilka dni później śluby ubóstwa za zgodą miejscowego biskupa. Pełniąc swoją posługę wielokrotnie pomagał ubogim i walczył o ich prawa. Od 1926 roku był proboszczem w Tambaú. Słuchać jego nauki przychodziły tysiące ludzi. Przypisywano mu różne cuda, szerzył kult maryjny w parafii. Niektórzy mieli widzieć, jak Donizetti lewitował. Do Tambaú wkrótce zaczęli zjeżdżać ludzie z całej Brazylii, a nawet z innych krajów. Kapłan zmarł na skutek problemów z sercem i powikłań cukrzycowych 16 lipca 1961 w Tambaú. W tej miejscowości przez 35 lat pełnił urząd proboszcza. W 1999 roku rozpoczął się jego proces beatyfikacyjny. 6 kwietnia 2019 roku papież Franciszek uznał cud za jego wstawiennictwem. Beatyfikacja Donizetti Tavaresa odbyła się 23 listopada 2019 roku.